# Hjerpe
Hjerpe eller jærpe (Tetrastes bonasia) er en hønsefugl i gruppen af skovhøns. Den er en af de mindre skovhøns. Det er en standfugl, som yngler i hele det nordlige Eurasien i tæt, fugtig, blandet nåleskov.
Reden bygges på jorden, og 3-6 æg er den normale kuldstørrelse. Hunnen tager hele ansvaret for at udruge æg og senere omsorg for kyllingerne.
Hannen har en kort kam og en hvid-kantet sort hals. Hunnen har en kortere kam og mangler den sorte hals. I flugt ses den grå hale med sort spids.
Den lever på jorden, primært som planteæder, men når den har unger suppleres med insekter.